# George Branche
George Branche (ur. 3 kwietnia 1953) – sierraleoński lekkoatleta specjalizujący się w biegach średniodystansowych, reprezentant Sierra Leone na Letnich Igrzyskach 1980 w Moskwie.
W roku 1980 na Letnich Igrzyskach Olimpijskich 1980 był uczestnikiem biegu na 800 m, 1500 m oraz uczestniczył w sztafecie 4 × 400 m. Bieg na 800 m zakończył z czasem 1:54,6, zajmując siódme miejsce w biegu kwalifikacyjnym numer dwa. Jego rodak Sahr Kendor osiągnął najgorszy rezultat w biegu na 800 m, kończąc kwalifikacje z czasem 2:06,5.
W biegu na 1500 m Branche zajął 10. miejsce w biegu kwalifikacyjnym numer dwa. Bieg ukończył z czasem 4:03,9, pokonując tylko Wietnamczyka Lê Quang Khải (4:06,8) oraz reprezentanta Beninu Damiena Degboe (4:153).
Sztafeta 4 × 400 m w składzie z George’em Branche, Jimmym Massallayem, Williamem Akabi-Davisem oraz Sahrem Kendorem zajęła ostatnie miejsce w biegu kwalifikacyjnym numer jeden. Czas z jakim kadra Sierra Leone ukończyła bieg - 3:25,0 okazał się najsłabszym rezultatem spośród wszystkich ekip.